# Stadiumi Ruzhdi Bizhuta
Stadiumi Ruzhdi Bizhuta – stadion sportowy w Elbasanie, w Albanii. Został otwarty w 1967 roku, odrestaurowany w sierpniu 2003. Może pomieścić 12 800 widzów. Swoje spotkania rozgrywa na nim drużyna KS Elbasani. Stadion nosi imię Ruzhdi Bizhuty – piłkarza KS Elbasani.